# Polityka kulturalna
Polityka kulturalna stanowi obszar polityki społecznej obejmujący działania władz publicznych czy organizacji pozarządowych w zakresie sztuki i kultury. Sprzyja ona procesom, instytucjom i działaniom prawnym, które promują różnorodność i dostępność kultury czy upowszechniają artystyczną, etniczną, socjolingwistyczną czy literacką ekspresję osobom reprezentującym dziedzictwo kulturowe danego kraju. Na szczeblu państwowym polityka kulturalna obejmuje różnorodne działania od organizowania lekcji tańca przez wystawy sztuki po ustanawianie odpowiednich przepisów prawnych (uregulowania dot. przekazania podatku na organizacje non-profit) czy instytucji politycznych (ministerstwa kultury – polskie Ministerstwo Kultury i Dziedzictwa Narodowego, amerykańskie National Endowment for the Humanities i National Endowment for the Arts, brytyjskie Department for Culture, Media and Sport (DCMS) i Arts Council England).
Termin “polityka kulturalna” nie odnosi się jedynie do działań w obrębie sztuki, ale i tożsamości kulturowej, społecznej, analizie historycznych zagadnień takich jak kolonializm.
Polityka kulturalna w wielu krajach monitorowana jest przez organizacje lub sieci badawcze zwane Obserwatorium kultury.

## Teoretyczne podstawy
Polityka kulturalna stanowi sektor o ogromnej złożoności, mimo to przeznacza się na nią niewielkie środki finansowe, nawet w bardzo zamożnych państwach. Obejmuje wielki, heterogeniczny zbiór osób i organizacji zaangażowanych w tworzenie, wypracowanie, prezentację, rozpowszechnienie i zachowanie dziedzictwa kulturowego, edukacji na jego temat, jak również szeroko pojętych działań i artefaktów w obszarze rozrywki”.
Polityka kulturalna obejmuje i promuje szereg działań w zakresie:
- dziedzictwo kulturowe, pola bitewne, miejsca historyczne
- ogrody zoologiczne, botaniczne, dendrologiczne, parki, akwaria
- biblioteki i muzea (historyczne, naukowe, sztuk pięknych)
- sztuki wizualne (malarstwo, rzeźba, garncarstwo, architektura)
- sztuka widowiskowa (muzyka symfoniczna, chóralna, kameralna, jazzowa, hiphopowa, balet, taniec towarzyski i nowoczesny, opera, teatry muzyczne, cyrk, rodeo, orkiestry dęte)
- programy humanistyczne (telewizja publiczna, kreatywne pisanie, poezja)

Z uwagi na swoją wartość kultura nie powinna być uznawana za dobro ekskluzywne czy wyłączną domenę danej klasy społecznej czy miasta. Zgodnie z ideami egalitaryzmu dobra kultury powinny być dostępne dla wszystkich bez względu na przynależność klasową, wykształcenie czy miejsce zamieszkania. Demokratyczna polityka kulturalna służąca interesowi społecznemu doprowadza do demokratyzacji kultury.
Celem demokratyzacji kultury jest promowanie sztuki, edukacyjny rozwój i podniesienie godności ogółu społeczeństwa. „Szerzenie polityki kulturalnej stwarza wszystkim obywatelkom i obywatelom równe szanse w uczestniczeniu w wydarzeniach kulturalnych organizowanych i finansowanych przez państwo”. Sprzyjają jej niskie ceny biletów na przedstawienia czy wystawy, organizowanie przez instytucje państwowe przedstawień/spotkań w miejscach pracy, domach późnej starości, na osiedlach.
„Problem z polityką kulturalną polega na tym, że z założenia dąży ona do stworzenia szerokiego grona odbiorców dla sztuki, która bazuje na doświadczeniach uprzywilejowanych grup danej społeczności. Uznaje się za pewnik, że kulturalne potrzeby wszystkich obywatelek i obywateli są podobne”. Celem demokracji kulturalnej jest jednak uwzględnienie bardziej demokratycznego (populistycznego) podejścia w definiowaniu i zapewnianiu możliwości kulturalnych.
Polityka kulturalna przyczynia się do budowy kapitału kulturowego, który przejawiają się w językowych i kulturowych kompetencjach jednostek i może być konwertowany w kapitał społeczny i kapitał ekonomiczny.
Ważne, by instytucje państwowe angażowały się w patronowanie kulturze, gdyż prywatni sponsorzy pozwalają sobie na dowolność i subiektywizm, podczas gdy państwowi mecenasowie mogą zostać pociągnięci do odpowiedzialności przed elektoratem za podjęte decyzje.
Cele polityki kulturalnej wiążą się z debatą nad dwoma sprzecznymi koncepcjami sztuki, mianowicie elityzmem i populizmem. Według zwolenników pierwszego podejścia (ważnych instytucji kulturalnych, krytyków, artystów i dobrze wykształconych warstw społeczeństwa) jakość estetyczna powinna być kryterium przy przyznawaniu subwencji państwowej.
Przedstawiciele drugiej strony dyskusji opowiadają się za szerszą definicją sztuki, mniej tradycyjnym i bardziej pluralistycznym pojęciem wartości artystycznej i dążą do polityki różnorodności kulturalnej. Tym samym dają szansę nieprofesjonalistom i osobom spoza mainstreamu. Ponadto wspierają oni mało popularne sztuki, twórczość folkową, etniczną, kontrkulturę.
Debata nad polityką kulturalną dotyczy kwestii, czy sztuki powinna być doskonała czy dostępna oraz czy rolą państwa jest pomaganie kulturze czy ją tworzenie.
Powyższe koncepcje uznaje się zwykle za wzajemnie się wykluczające, nie zaś uzupełniające. Syntezę stanowi tzw. „szerokie podejście” (“latitudinarian approach”) do kultury publicznej – estetycznie inkluzywnej i powszechnie dostępnej.
Tak rozumiana polityka kulturalna pozostałaby wierna najwyższym standardom doskonałości spośród różnorodnych metod ekspresji, a jednocześnie byłaby dostępna dla ludzi o innych korzeniach geograficznych, socjoekonomicznych i edukacyjnych.
Sponsorowanie kultury przez podmioty prywatne jest korzystne dla władz państwowych, które mogą wtedy ograniczać wysokość subwencji. Jednak to mieszane finansowanie przyczynia się do prawidłowego i niezależnego rozwoju kultury. Polityka kulturalna jest tym samym niezbędna do stworzenia społeczeństwa obywatelskiego i pluralizmu socjoekonomicznego.

## Zakres polityki kulturalnej
Na szczeblu międzynarodowym za politykę kulturalną odpowiada UNESCO. Ministerstwa kultury i państwowe instytucje kulturalne mogą znaleźć odpowiednie informacje na stronie International Federation of Arts Councils and Culture Agencies. Na szczeblu lokalnym miasta i władze samorządowe mogą promować kulturę w oparciu o Agenda 21 for Culture.
Badania polityki kulturalnej (lub studia nad polityką kulturalną) stanowią obszar badań akademickich, wyrosłych z kulturoznawstwa w 1990 roku.

## Patrz też
Polityka historyczna